# فيليبي (لاعب كرة قدم مواليد 1998)
فيليبي هو لاعب كرة قدم برازيلي، ولد في 1998 في ريو دي جانيرو في البرازيل. لعب مع نادي كورينثيانز.